# 669

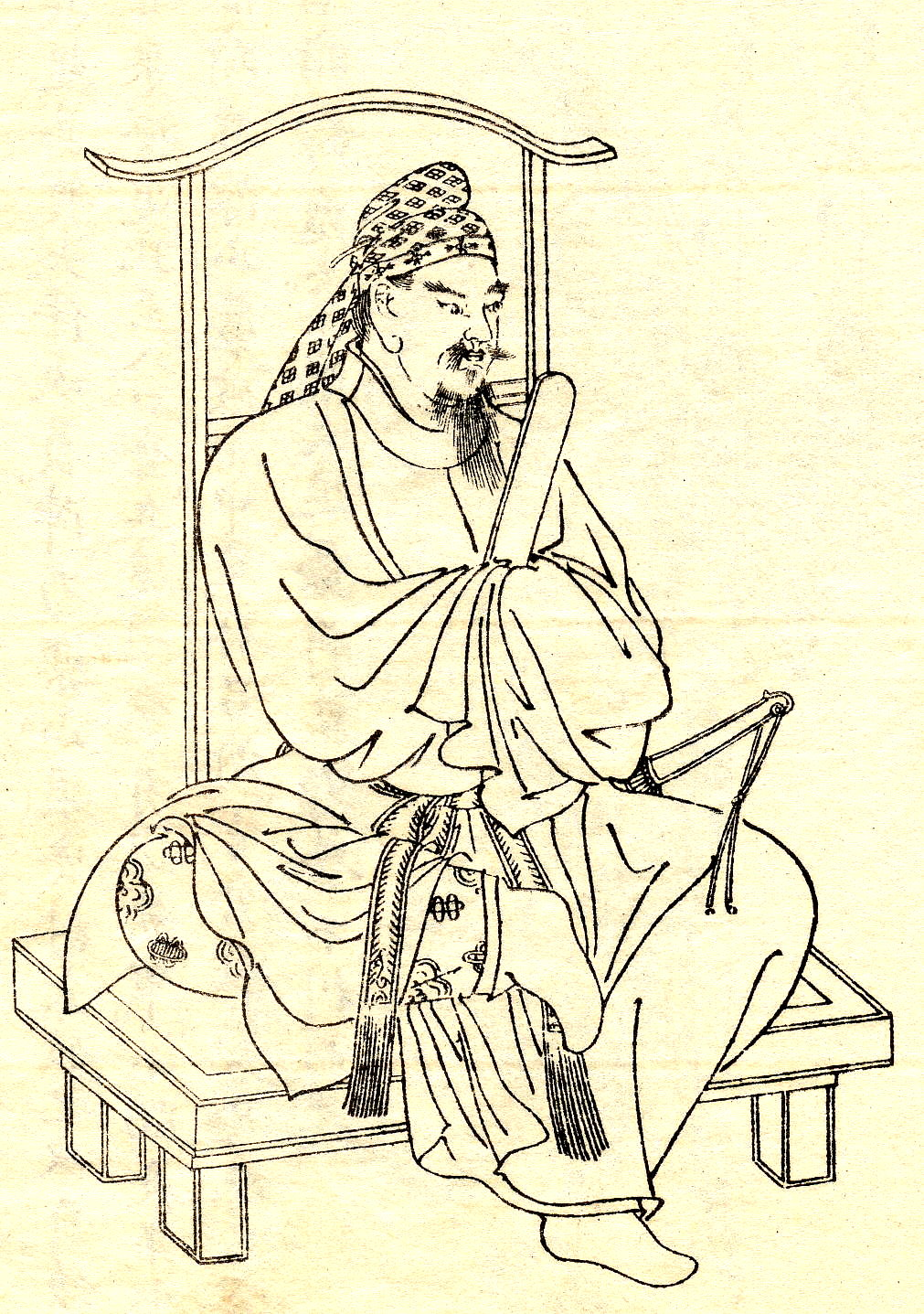
Fujiwara no Kamatari (614-669)

Het jaar 669 is het 69e jaar in de 7e eeuw volgens de christelijke jaartelling.

## Gebeurtenissen

### Byzantijnse Rijk
- Voorjaar - Een Arabisch expeditieleger onder leiding van Yazid verovert Chalcedon en bedreigt de Byzantijnse hoofdstad Constantinopel. Door hongersnood en ziekte moeten de Arabieren zich terugtrekken naar Cyzicus (huidige Turkije).

### Brittannië
- Koning Egbert I van Kent verliest de heerschappij over Surrey (Zuidoost-Engeland) aan het rivaliserende Angelsaksische koninkrijk Mercia. Hij sticht in Reculver in een van de oude Romeinse forten aan de Litus Saxonicum een klooster.

### Azië
- Het Taroemanagara-rijk op Java (Indonesië) komt ten einde. Het koninkrijk wordt door een reeks van invasies uit Srivijaya gesplitst. Er ontstaan twee koninkrijken die van Soenda (een vazalstaat) en het onafhankelijke koninkrijk Galuh.

## Geboren
- Gregorius II, paus van de Katholieke Kerk (overleden 731)
- Justinianus II, keizer van het Byzantijnse Rijk (waarschijnlijke datum)

## Overleden
- Aubertus, bisschop van Atrecht (waarschijnlijke datum)
- Fujiwara no Kamatari (55), stichter van de Fujiwara-clan
- Javanshir, prins van Kaukasisch Albanië
- Judocus, Brits edelman en heilige
- Wilfetrudis, Frankisch abdis